# Atrichopogon ollicula
Atrichopogon ollicula är en tvåvingeart som beskrevs av Liu , Yan, Liu, Hao, Liu och Yu 2001. Atrichopogon ollicula ingår i släktet Atrichopogon och familjen svidknott.
Artens utbredningsområde är Yunnan (Kina). Inga underarter finns listade i Catalogue of Life.